# دختر قبلی
دختر قبلی (انگلیسی: The Girl Before) یک رمان مهیج تعلیق انگیز نوشتهٔ تونی استرانگ است که  که تحت نام مستعارش جی‌پی دلینی در سال ۲۰۱۷ منتشر شد و در لیست پرفروش‌ترین کتاب‌های سال قرار گرفت.

## داستان
داستان این کتاب در مورد خانه ای لوکس و فوق مدرن در لندن است که با قوانین سختگیرانه و تحت شرایط خاص اجاره داده میشود. این در حالیست که خانه، سابقه خوبی نداشته و مرگ مشکوک چندین نفر در آن رقم خورده. افراد کشته شده در این خانه ، هرکدام به گونه ای با معمار و طراح این خانه مرموز در ارتباط بودند.